# Nadene Elrick
Nadene Elrick (...) è un'ex calciatrice neozelandese.

## Biografia
È sposata col calciatore Adrian Elrick e madre del rugbista Jon.

### Nazionale
Nadene Elrick è stata nella squadra che ha inaugurato la storia delle Football Ferns il 25 agosto 1975, con l'esordio in AFC Women's Asian Cup. La Nuova Zelanda vinse poi quell'edizione (la prima) della manifestazione.
La coppa d'Asia 1975 resta la sua unica esperienza in nazionale.

## Palmarès
- Coppa d'Asia: 1

Hong Kong 1975